# Sugimoto Kenyu
Sugimoto Kenyu (sinh ngày 18 tháng 11 năm 1992) là một cầu thủ bóng đá người Nhật Bản.

## Đội tuyển bóng đá quốc gia Nhật Bản
Sugimoto Kenyu thi đấu cho đội tuyển bóng đá quốc gia Nhật Bản từ năm 2017.

## Thống kê sự nghiệp
| Đội tuyển bóng đá Nhật Bản | Đội tuyển bóng đá Nhật Bản | Đội tuyển bóng đá Nhật Bản |
| Năm                        | Trận                       | Bàn                        |
| -------------------------- | -------------------------- | -------------------------- |
| 2017                       | 5                          | 1                          |
| 2018                       | 3                          | 0                          |
| Tổng cộng                  | 8                          | 1                          |